# Quirós
Quirós è un comune spagnolo di 1 488 abitanti situato nella comunità autonoma delle Asturie.